# Анкретвил на Мору
Анкретвил на Мору (фр. Ancretteville-sur-Mer) насеље је и општина у северној Француској у региону Горња Нормандија, у департману Приморска Сена која припада префектури Авр.
По подацима из 2011. године у општини је живело 197 становника, а густина насељености је износила 62,54 становника/km². Општина се простире на површини од 3,15 km². Налази се на средњој надморској висини од 98 метара (максималној 108 m, а минималној 49 m).

## Демографија
| 1962. | 1968. | 1975. | 1982. | 1990. | 1999. | 2011. |
| ----- | ----- | ----- | ----- | ----- | ----- | ----- |
| 188   | 209   | 162   | 178   | 183   | 178   | 197   |

График промене броја становника у току последњих година